# Pacific Coliseum
Het Pacific Coliseum is een indoorarena in het Hastings Park in Vancouver. De arena werd in 1968 geopend als onderdeel van de Pacific National Exhibition. De enige vaste bespelers zijn de Vancouver Giants, een ijshockeyclub uit de Western Hockey League. Bij de ijshockeywedstrijden telt het stadion thans 16.281 zitplaatsen, bij de opening waren dit er nog 15.713.

## Internationale sportwedstrijden
In het kunstschaatsen vond het Vier Continenten Kampioenschap 2009 in het complex plaats. Tijdens de Olympische Winterspelen 2010 biedt de accommodatie onderdak aan de sporten kunstschaatsen en shorttrack.